# Félix Fuchs

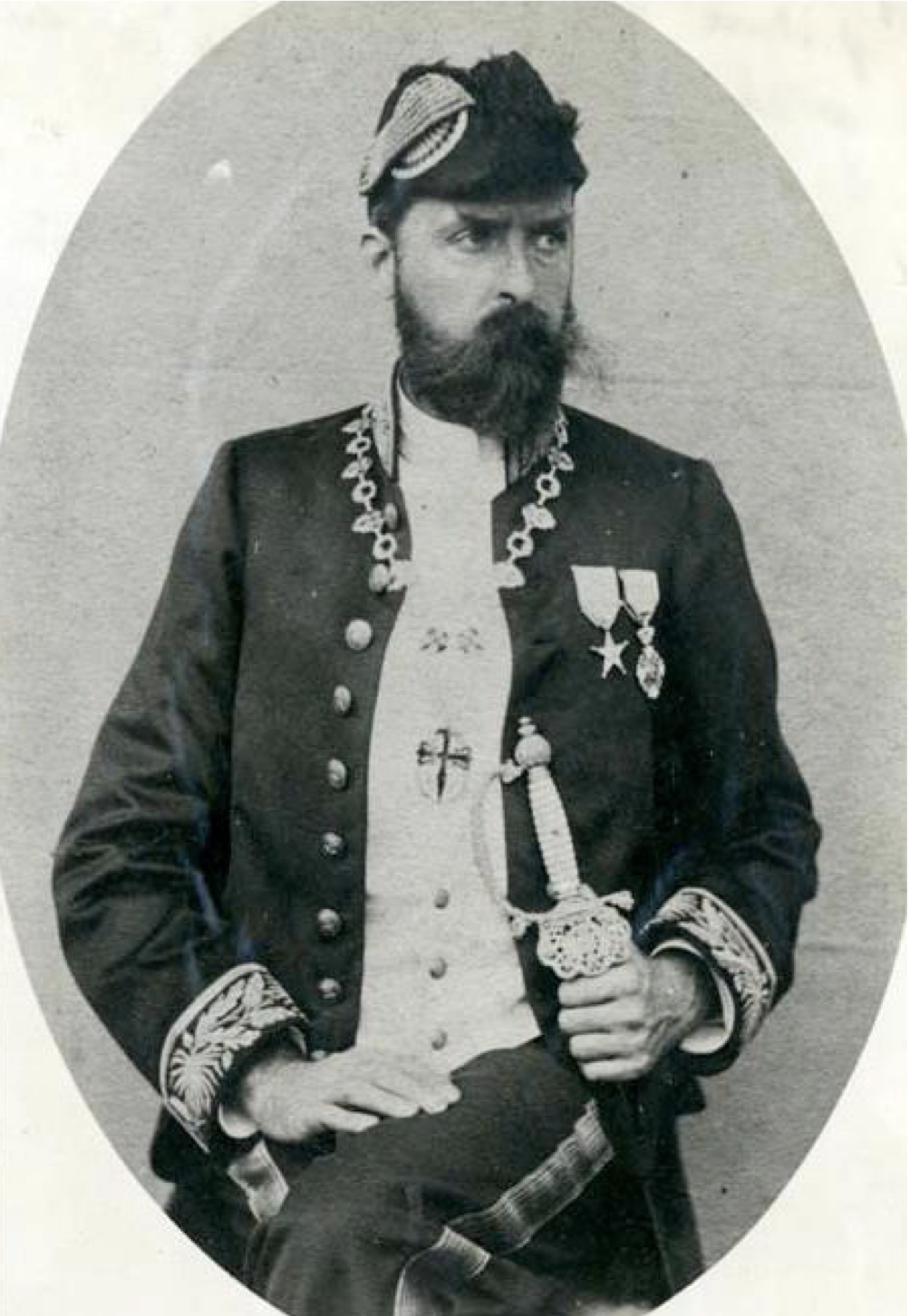
Félix Fuchs als Generalgouverneur von Belgisch-Kongo, vor 1916.

Félix Alexandre Fuchs (* 25. Januar 1858 in Ixelles, Belgien; † 23. Februar 1928 ebenda) war ein preußischer, ab 1862 belgischer Jurist und hochrangiger Kolonialadministrator. Er diente für den belgischen König Leopold II. zunächst von 1902 bis 1904 als Gouverneur Général ad interim und von 1907 bis 1908 als Vice-Gouverneur Général im Kongo-Freistaat. Nach der Gründung von Belgisch-Kongo war er dort von 1912 bis 1916 als Gouverneur Général tätig.

## Biografie

### Ausbildung und frühe Jahre
Felix Fuchs war der zweite Sohn von Louis Fuchs, einem renommierten Gartenarchitekten preußischer Herkunft. 1862 erhielt er die belgische Staatsbürgerschaft. Er begann 1876 sein Jurastudium an der Freien Universität Brüssel und schloss es 1881 mit dem Titel eines Doktors der Rechtswissenschaften ab. Er wurde Anwalt am Brüsseler Appellationsgericht. In der Folge bewarb er sich für den Verwaltungsdienst des Freistaats Kongo und absolvierte 1887 ein Praktikum im belgischen Außenministerium. Seine Bewerbung wurde von Auguste van Maldeghem, einem Berater von König Leopold II., unterstützt.

### Erste Aufgaben im Kongo

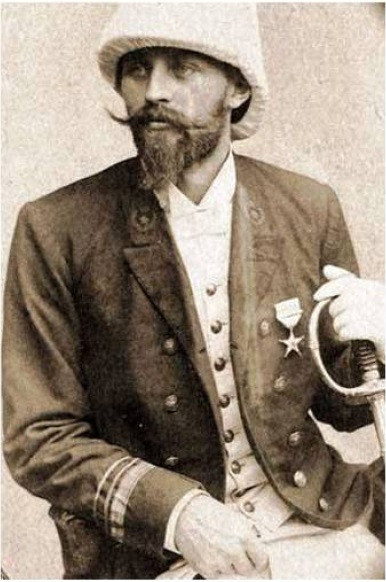
Félix Fuchs am Beginn seiner Kolonialkarriere, 1888.

1888 verließ Fuchs Belgien und ging in den Kongo, wo er eine hohe Stelle im Justizministerium und als Hilfsrichter am kongolesischen Appellationsgericht annahm.
Als studierter Jurist galt Fuchs als Liberaler und sein ziviler Hintergrund und seine Einstellung unterschieden ihn von der Mehrheit der Kolonialbeamten, die ihre Karriere beim Militär begonnen hatten, wodurch er in der Folge im Verwaltungsdienst schnell aufsteigen konnte.
Nach seiner Rückkehr nach Belgien im Jahr 1889 wurde Fuchs als Gesandter zu Verhandlungen über die Grenze des Kongo mit dem portugiesischen Angola entsandt und Generalsekretär eines der drei Verwaltungsdepartements des Kongo. 1892 wurde Fuchs Directeur général im Innenministerium und im Jahr 1893 Staatsinspektor (französisch Inspecteur d’état) und damit Stellvertreter des höchsten Beamten des Kongo, des Generalgouverneurs.
Nach einem Urlaub in Belgien kehrte Fuchs mit der Unterstützung von Edmond van Eetvelde, einem engen Berater von König Leopold II, erneut in den Kongo zurück. Hier leitete er eine Untersuchung gegen Kolonialbeamte und deren missbräuchliches Vorgehen gegen die lokale Bevölkerung.
In diese Dienstzeit fiel die Auseinandersetzung mit arabischen und Swahili-Sklavenjägern, die aus dem Osten in den Freistaat eindrangen und erst mit erheblichen militärischen Anstrengungen vertrieben werden konnten.
1896 war Fuchs als Präsident des Appellationsgerichts an den Prozessen gegen den Kolonialoffizier Hubert Lothaire in der sog. Stokes-Affäre von 1895 beteiligt. Erneut fungierte er außerdem als Stellvertreter des amtierenden Vize-Generalgouverneurs.
In den folgenden Dienstzeiten von April 1897 bis März 1899 und von Juni 1900 bis September 1902 amtierte Fuchs jeweils wiederum als oberster Richter im Kongo-Freistaat, eine Folge der Reformen, die nach dem Lothaire Prozess im Gerichtswesen des Freistaates eingeführt wurden.
Er übernahm aber auch andere Tätigkeiten, wie die Einweihung der Eisenbahnstrecke von Leopoldville nach Matadi am 6. Juli 1898, die Fuchs in Abwesenheit des Vize-Generalgouverneurs Théophile Wahis ausrichtete und ausgedehnte Inspektionsreisen, so etwa 1900/01 am Kongo Oberlauf, nach Kivu und bis zum Nil.
Dazwischen fand im April und Mai 1900 fand in London eine internationale Konferenz zum Tierschutz statt. Fuchs nahm an dieser als Bevollmächtigter des Freistaates Kongo teil und unterzeichnete am 19. Mai das zu diesem Anlass ausgearbeitete Übereinkommen.
Fuchs achte Amtszeit von Dezember 1902 bis März 1904 war schließlich geprägt von seiner Tätigkeit als Vizegouverneur General. Fuchs erreichte Boma am 14. Januar 1903 und hatte das Amt bis zum Eintreffen seines Nachfolgers Paul Costermans am 13. Februar 1904 inne.

### Spätere Ämter im Kongo (1907 bis 1916)

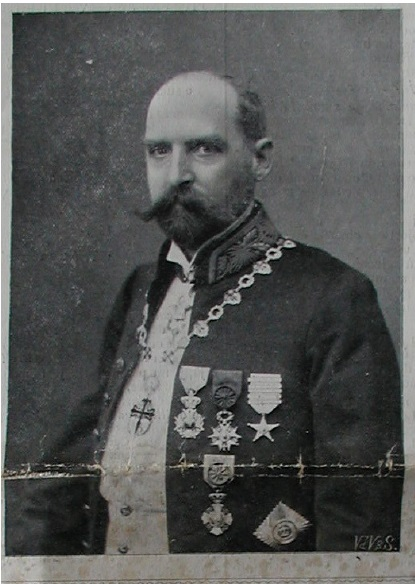
Fuchs als Vizegouverneur Général von Belgisch-Kongo, ca. 1914.

Nach einer dreijährigen Pause wurde Fuchs am 4. Dezember 1906 zu Charles Liebrechts gerufen, dem Generalsekretär des Innenministeriums des Kongo. Liebrechts teilte ihm mit, dass er noch einmal für die Aufgabe eines Interims-Generalgouverneurs ausgewählt worden sei. Fuchs zögerte, nahm aber schließlich unter der Voraussetzung an, auch weiterhin als Präsident des Appellationsgerichtes amtieren zu können.
Zu dieser Zeit waren bereits auch Untersuchungen zu den Verbrechen gegen die lokale Bevölkerung, den sog. Kongogräuel, in vollem Gange, sodass die Position des Interims-Generalgouverneurs kein Prestige versprach. Fuchs amtierte dann auch nur kurz in dieser Position, vom März 1907 bis zum 4. August 1908 als Ersatz für Albert Bruno Amédée Lantonnois van Rode.
Angesichts des hohen internationalen Drucks annektierte Belgien 1908 dann offiziell den Freistaat Kongo und schuf damit Belgisch-Kongo. Fuchs erhielt eine Position im Verwaltungsapparat der nun neu-geschaffenen Kolonie – dem Kolonialministerium. Als Théophile Wahis, der amtierende Generalgouverneur und Rivale von Fuchs, im Mai 1912 zurücktrat, wurde Fuchs zu seinem Nachfolger als leitender Beamter (Gouverneur Général) der Kolonie ernannt.
Während Fuchs’ Amtszeit als Generalgouverneur brach der Erste Weltkrieg aus. Trotz der deutschen Invasion und Besetzung Belgiens im August 1914 versuchte Fuchs, die Neutralität des Kongo gemäß der Kongo-Akte von 1885 zu wahren. Seine Haltung wurde von vielen belgischen Siedlern im Kongo kritisiert und mit seiner deutschen Herkunft in Verbindung gebracht. Am 19. August 1914 verletzten die Deutschen ihrerseits mit einer Reihe von Angriffen entlang der Ostgrenze von Belgisch-Kongo die Neutralitätsgarantie. Nach einem Gefecht zwischen deutschen und belgischen Streitkräften auf dem Tanganjikasee an der Grenze zwischen dem Kongo und Deutsch-Ostafrika beteiligten sich belgische Kolonialstreitkräfte schließlich doch aktiv an der Seite der weiteren alliierten Truppen am Ostafrikafeldzug. Am 1. März 1915 wurde Fuchs vom Kolonialminister Jules Renkin nach Belgien zurückberufen und musste im September sein Amt niederlegen. Er protestierte, musste aber schließlich nachgeben. Im Januar 1916 wurde er in dieser Funktion durch Eugène Henry ersetzt, behielt jedoch weiterhin einen Beraterposten im Kolonialministerium. Dieses Amt gab er am 5. Februar 1926 aus gesundheitlichen Gründen auf.

### Weitere Tätigkeiten
Parallel war Fuchs in weiteren Funktionen tätig, so etwa von 1920 bis 1928 als Direktor einer belgischen Aktiengesellschaft für den Handel im Oberkongo und als Kommissar der Betreibergesellschaft der Kilo-Moto Gold Mine.
Weiterhin war er Mitglied zahlreicher kolonialer Vereinigungen, wie etwa dem Congrès colonial national, dem Office belge de colonisation au Congo und dem Institut colonial international. Letztlich war er ab 1919 auch wieder als Anwalt in der Anwaltskammer Brüssel akkreditiert.
Fuchs starb am 23. Februar 1928 nach einer schweren Operation und einem längeren Klinikaufenthalt in Uccle. Bei seiner Beerdigung am 27. Februar waren hohe Würdenträger des belgischen Staates, so etwa Justin Renk, anwesend. Er wurde auf dem Friedhof von Saint-Gilles begraben.

## Ehrungen und Auszeichnungen
- Kommandeur des belgischen Leopoldordens;
- Kommandeur des Afrikanischen Sternenordens;
- Großoffizier des belgischen Löwenordens;
- Kommandeur des belgischen Kronenordens;
- Etoile de Service en or avec trois raies;
- Kommandeur der Ehrenlegion;
- Großoffizier des italienischen Kolonial-Ordens vom Stern;
- Kommandeur des schwedischen Nordstern-Ordens;
- Kommandeur des norwegischen Sankt-Olav-Ordens,
- Kommandeur des mecklenburgischen Greifenordens;
- Kommandeur des dänischen Dannebrogordens;
- Offizier des portugiesischen Ordens des heiligen Jakob vom Schwert;
- Großkreuz des französischen Ordens vom Schwarzen Stern.